# Lill-Hullsjön
Lill-Hullsjön är en sjö i Sundsvalls kommun i Medelpad och ingår i Ljungans huvudavrinningsområde. Sjön har en area på 0,737 kvadratkilometer och ligger 291,1 meter över havet. Sjön avvattnas av vattendraget Hiån.

## Delavrinningsområde
Lill-Hullsjön ingår i det delavrinningsområde (693965-154312) som SMHI kallar för Utloppet av Lillhullsjön. Medelhöjden är 321 meter över havet och ytan är 4,41 kvadratkilometer. Räknas de 2 avrinningsområdena uppströms in blir den ackumulerade arean 26,9 kvadratkilometer. Hiån som avvattnar avrinningsområdet har biflödesordning 3, vilket innebär att vattnet flödar genom totalt 3 vattendrag innan det når havet efter 110 kilometer. Avrinningsområdet består mestadels av skog (53 procent) och öppen mark (14 procent). Avrinningsområdet har 0,73 kvadratkilometer vattenytor vilket ger det en sjöprocent på 16,5 procent.